# Pentzia hesperidum
Pentzia hesperidum là một loài thực vật có hoa trong họ Cúc. Loài này được Maire & Wilczek mô tả khoa học đầu tiên năm 1935.